# Austrorhynchus artoisi
Austrorhynchus artoisi är en plattmaskart som beskrevs av Willems, Sandberg och Jondelius 2007. Austrorhynchus artoisi ingår i släktet Austrorhynchus, och familjen Polycystididae. Arten är reproducerande i Sverige.